# Ichthyose

Ichthyose vulgaris bei einem 12-jährigen Kind

Ichthyose (altgriechisch ἰχθύς, ichthýs, Fisch; synonym, eng. Ichthyosis) ist ein Sammelbegriff für Verhornungsstörungen der Haut, die den ganzen Körper betreffen. Ichthyosen werden meist durch Gendefekte verursacht. Ichthyosen sind nicht ansteckend, können sehr unterschiedlich ausgeprägt sein und lassen sich mit intensiver Pflege bessern. Genetisch bedingte Ichthyosen sind bisher nicht heilbar. Mitunter bessert sich das Erscheinungsbild im Laufe des Lebens.
Das häufigste Erbleiden der Haut und eines der häufigsten Erbleiden überhaupt ist die Ichthyosis vulgaris. Sie gehört zu den leichteren Ichthyosen und macht sich durch trockene, raue Haut, Schuppen und gelegentlichen Juckreiz bemerkbar. Grob geschätzt tritt sie durchschnittlich einmal unter 300 Personen auf.

## Geschichte
Medizinisch dokumentiert wurde die Ichthyose zuerst bei Edward Lambert, der am 16. März 1731 der Royal Society in London vorgestellt wurde. Lambert war das Kind gesunder Eltern und hatte eine schwere Form der Ichthyosis hystrix. Er heiratete und vererbte die Ichthyose an sechs seiner Nachkommen. Er starb 1806 bei einem Unfall im Alter von neunzig Jahren.

## Pathogenese
Die Haut erneuert sich ständig. Die Oberhaut (Epidermis) besteht aus mehreren Schichten. In der untersten Basalschicht werden neue Zellen gebildet, die in die darüber liegenden Schichten wandern. Auf dem Weg nach oben verhornen die Zellen und sterben ab. Zuletzt gelangen sie in die Hornschicht. Diese besteht aus dünnen Schichten flacher toter Zellen. In den Zellen der Hornschicht befindet sich Keratin, ein zähes fadenförmiges Protein, das der Hornschicht ihre Festigkeit gibt. Zwischen den Zellen sind Fette eingelagert, die dafür sorgen, dass die Haut wasserabweisend ist. Die Hornschicht reguliert den Feuchtigkeitshaushalt des Körpers. Von der Hornschicht schilfern ständig mikroskopisch kleine Schüppchen ab. Durch die Zellwanderung erneuert sich die Hornschicht ungefähr alle vier Wochen. Bei gesunder Haut sind Zell-Neubildung und Abschilfern miteinander im Gleichgewicht.
Bei Ichthyosen ist das natürliche Abschilfern gestört und es bilden sich größere sichtbare Hautschuppen. Bei manchen Formen der Ichthyose ist zudem die Schuppenbildung verstärkt (Proliferations-Hyperkeratosen).

## Symptome
Das charakteristische Merkmal der Ichthyosen ist eine Verdickung der obersten Hautschicht, der Hornschicht und sichtbare Hautschuppen. Bei einigen Formen ist die Haut stark gerötet.
Blasenbildende Ichthyosen (kongenitale ichthyosiforme Erythrodermie Brocq) sind selten, ebenso wie kombinierte Ichthyosen mit zusätzlichen Gesundheitsstörungen (Netherton-Syndrom, Harlekin-Ichthyose). Selten treten auch erworbene (also nicht angeborene) Formen von Ichthyose auf, die Ausdruck von anderen, zugrundeliegenden Krankheiten sind.
Bei leichten Ichthyosen (erst gewisse Zeit nach der Geburt erkennbar, Ichthyosis-vulgaris-Gruppe) sind die Beschwerden geringer; die Haut ist aber vor allem im Winter sehr trocken, eventuell auch schuppig, und gelegentlich kann etwas Juckreiz auftreten. Bei schweren Formen (bereits am Tag der Geburt erkennbar, Ichthyosis-congenita-Gruppe) werden vermehrt Schuppen gebildet.
Die normalen Hautfunktionen werden durch die Ichthyose gestört, so kann die Haut oft nicht schwitzen oder die Hautatmung ist beeinträchtigt. Bei körperlicher Anstrengung kann der Körper schneller überhitzen, daher ist es wichtig, im Sommer und beim Sport immer reichlich Wasser dabei zu haben. Schwimmen ist oft ein sehr geeigneter Sport, da das Wasser von außen kühlt.
Die Haut von Menschen mit blasenbildender Ichthyose ist sehr empfindlich. Wenn beispielsweise die Fußsohle betroffen ist, können sich schon nach kurzen Strecken schmerzhafte Wasserblasen auf der Fußsohle bilden. Das ist sehr hinderlich, wenn ein Baby Laufen lernt. Therapeutisches Reiten kann dem Kind helfen, Balance, Muskulatur und Rhythmusgefühl zu trainieren, ohne die Füße zu belasten.
Als Kollodiumbaby bezeichnet man ein charakteristisches klinisches Bild bei Neugeborenen, das bei einigen Ichthyosen auftreten kann. Die Haut wirkt dabei, als sei sie mit einer Schicht aus Kollodium überzogen.

## Therapie
Die tägliche Hautpflege ist sehr aufwendig. Die Haut muss häufig eingecremt und gebadet werden. Zudem muss die Hornhaut mit Keratolytika abgetragen werden. Andernfalls drohen schmerzhafte Risse in der trockenen spröden „Doppelhaut“. Bei vielen Ichthyosen stellen Salben, Hautcremes oder Lotionen mit Harnstoff als Wirkstoff bisher die geeignetste Behandlung dar.
Baden im Toten Meer kann sich positiv auf den Zustand der Haut auswirken.
Bei schweren Formen von Ichthyose besteht die Möglichkeit einer systemischen Retinoidtherapie, die jedoch auch starke und teilweise unumkehrbare Nebenwirkungen hervorrufen kann. Eine solche Therapie wirkt sich sowohl keratolytisch als auch hemmend auf die Verhornung aus, behandelt die genetisch verursachte Verhornungsstörung aber nicht ursächlich.
Für Ichthyosen gibt es bisher nur symptomatische Therapien, die darauf abzielen, die Abschuppung zu unterstützen oder Begleiterscheinungen wie Infektionen zu heilen. Auch für die schweren Ichthyosen sind bislang keine kausalen Behandlungen bekannt. Erste Forschungsansätze lassen jedoch zumindest theoretisch vermuten, dass einzelne Ichthyosen mit gentherapeutischen Methoden positiv beeinflusst werden könnten (z. B. D. Roop, J. Chen, M. Arin, M. Braun-Falco).

## Formen der Ichthyose beim Menschen
Es gibt zahlreiche Formen von Ichthyosen, eine Diagnose kann schwierig sein. Die verschiedenen Ichthyosen werden nach dem Erscheinungsbild, ob es Syndrome sind oder nicht und nach dem Vererbungsmuster klassifiziert. Nicht-syndromale rezessive Ichthyosen fallen beispielsweise unter den Oberbegriff autosomal rezessive kongenitale Ichthyose (ARCI).
Ichthyosen können nach Zeitpunkt des ersten Auftretens und je nachdem, ob noch weitere Merkmale hinzukommen, grob in drei Gruppen unterteilt werden:
1. vulgäre Ichthyosen ohne weitere Merkmale (englisch isolated vulgar ichthyosis)
2. kongenitale (angeborene) Ichthyosen ohne weitere Merkmale (englisch isolated congenital ichthyosis)
3. Ichthyosen mit weiteren Merkmalen (komplexe Ichthyosen, englisch associated ichthyosis)

„Kongenital“ bedeutet in diesem Zusammenhang, dass schon Neugeborene am Tag der Geburt Merkmale der Ichthyose aufweisen.

„Vulgär“ bedeutet, dass die Ichthyose sich in der Regel erst später bemerkbar macht.
Autosomal bedeutet, dass der Gendefekt sich auf einem normalen Chromosom befindet und nicht auf einem Geschlechtschromosom. Autosomale Vererbung ist demnach nicht geschlechtsgebunden. Bei den vulgären Ichthyosen, gibt es neben einer autosomal dominanten Form (ADI, Inzidenz 1:300) gibt es eine x-chromosomal rezessive Form, bei der männliche Nachkommen erkranken (XRI, Inzidenz 1:4000).
In der folgenden Liste ist neben dem Namen immer noch zusätzlich angegeben, wie die Ichthyose vererbt wird, und teilweise ist auch die geschätzte Häufigkeit angegeben.
| Name                                                                            | Veränderte Proteine (bekannte)                       | Mutation am Gen (bekannte) | Vererbung              | geschätzte Häufigkeit   |
| ------------------------------------------------------------------------------- | ---------------------------------------------------- | --- | ---------------------- | ----------------------- |
| Vulgäre Ichthyosen ohne weitere Merkmale                                        |                                                      | |                        |                         |
| Autosomale dominante Ichthyosis vulgaris (ADI)                                  | Filaggrin                                            | FLG | autosomal semidominant | 1:300                   |
| X-chromosomale Ichthyosis (XRI)                                                 | Steroid-Sulfatase                                    | STS | X-chromosomal rezessiv | 1:4.000                 |
| Kongenitale Ichthyosen ohne weitere Merkmale                                    |                                                      | |                        |                         |
| Autosomal-rezessive kongenitale Ichthyose (ARCI)                                |                                                      | | autosomal-rezessiv     | 1: 1.000.000            |
| Lamelläre Ichthyosen                                                            | Transglutaminase-1                                   | TGM1, Ichthyin, CYP4F22, ABCA12 | autosomal rezessiv     | ca. 1:300.000           |
| Kongenitale ichthyosiforme Erythrodermie (CIE)                                  | Transglutaminase-1, 12R-Lipoxygenase, Lipoxygenase-3 | TGM1, ALOX12B, ALOXE3, ABHD5, Ichthyin | autosomal rezessiv     | ca. 1:300.000           |
| Epidermolytische Ichthyose (EI)                                                 | Keratine                                             | KRT1 (epidermolytische Hyperkeratose 1, EHK1, veraltet: Bullöse kongenitale ichthyosiforme Erythrodermie Brocq), KRT10, KRT2E (Bullöse Ichthyose Siemens) | autosomal dominant     | ca. 1:500.000           |
| Ichthyosis hystrix Curth-Macklin                                                | Cytokeratin-1                                        | KRT1 | autosomal dominant     |                         |
| Harlekin-Ichthyose (Ichthyosis gravis)                                          |                                                      | ABCA12 | autosomal rezessiv     | 1:3.000.000 (Schätzung) |
| Ichthyosen mit weiteren Merkmalen                                               |                                                      | |                        |                         |
| Refsum-Syndrom                                                                  | Phytanoyl-CoA-Hydroxylase, Peroxin-7                 | PHYH, PEX7 | autosomal rezessiv     |                         |
| KID-Syndrom (engl. keratitis, ichthyosis, deafness) erythrokeratoderma of Burns | Connexin-26                                          | GJB2 | autosomal dominant     |                         |
| Netherton-Syndrom                                                               | Serinproteaseinhibitor LEKTI                         | SPINK5 | autosomal rezessiv     |                         |
| Sjögren-Larsson-Syndrom                                                         | Fettsäurealdehyd-Dehydrogenase                       | ALD3H2 | autosomal rezessiv     |                         |
| Tay-Syndrom                                                                     | TFIIH-Helikase XPB                                   | ERCC3 | autosomal rezessiv     |                         |

## Ichthyosen in der Tiermedizin
In der Tiermedizin werden Ichthyosen besonders bei Hunden und Rindern diagnostiziert, selten auch bei anderen Haustieren. Beschrieben wurde die Krankheit bei Rindern bereits 1850. Es handelt sich dabei um eine angeborene Form (Ichthyosis congenita), die meist letal ist – betroffene Tiere werden meist bereits tot geboren. Der Erbgang beim Rind ist einfach autosomal rezessiv, wobei das betroffene Gen auf Chromosom 32 liegt.
Hunde mit leichteren Formen einer Ichthyose können symptomatisch behandelt werden. Eine Heilung ist nicht möglich. Merkmalsträger sollten nicht zur Zucht verwendet werden.